# Clathria (Clathria) stromnessa
Clathria (Clathria) stromnessa is een gewone sponsensoort uit de familie van de Microcionidae. De wetenschappelijke naam van de soort is voor het eerst geldig gepubliceerd in 2012 door Goodwin, Brewin & Brickle.